# 拉丁美洲劳工联盟
拉丁美洲劳工联盟（西班牙語：Confederación de Trabajadores de América Latina）是拉丁美洲的一個工会组织，它由墨西哥劳工联合会发起，並且成立於1938年9月。总部位於墨西哥城。該組織主張阶级斗争和无产阶级国际主义。截至1944年，拉丁美洲劳工联盟下屬的15个国家的18个工会共有400万会员，当时四分之三的拉丁美洲工会会员都是拉丁美洲劳工联盟的成員。1946年以后，阿根廷、智利、秘鲁等国的工会和墨西哥劳工联合会相继退出拉丁美洲劳工联盟。1964年，拉丁美洲劳工联盟解散。